# Пономарёвка (Кемеровская область)
Пономарёвка — деревня в Яйском районе Кемеровской области России. Входит в состав Китатского сельского поселения.

## География
Деревня находится в северной части области, к северу от реки Алчедат (приток Золотого Китата), на расстоянии примерно 8 километров (по прямой) к юго-востоку от районного центра посёлка городского типа Яя. Абсолютная высота — 173 метра над уровнем моря.
Часовой пояс
Деревня Пономарёвка, как и вся Кемеровская область, находится в часовой зоне МСК+4. Смещение применяемого времени относительно UTC составляет +7:00.

## Население
| 2010 |
| ---- |
| 18   |

Половой состав
По данным Всероссийской переписи населения 2010 года в гендерной структуре населения мужчины составляли 61,1 %, женщины — соответственно 38,9 %.
Национальный состав
Согласно результатам переписи 2002 года, в национальной структуре населения русские составляли 88 % из 25 чел.

## Улицы
Уличная сеть деревни состоит из двух улиц.